# Брњача
Брњача (алб. Bërnjaça) је насеље у општини Ораховац на Косову и Метохији. Атар насеља се налази на територији катастарске општине Брњача површине 451 ha. Ово некадашње српско село је у Подримљу, а најстарији помен о овом селу је у Дечанској хрисовуљи из 1330. године, када је оно изгледа било задужено за бригу и узгој краљевих паса. У турском попису из 1485. године помиње се да у селу има 40 српских кућа. У селу постоји црква Св. Недеље која је постојала још у 14. веку. Црква је више пута страдала и обнављана је у неколико наврата, а последњи пут 1975. године. Током Другог светског цркву су порушили Албанци. Са западне фасаде цркве скинута су два рељефа из 16. века, који се сада чувају у Народном музеју у Београду.

## Демографија
Насеље има албанску етничку већину.
Број становника на пописима:
- попис становништва 1948. године: 13
- попис становништва 1953. године: 28
- попис становништва 1961. године: 37
- попис становништва 1971. године: 20
- попис становништва 1981. године: 30
- попис становништва 1991. године: 55

1. ↑  Самарџић, Рената; Нешић, Данијела; Симеуновић, Драган; Зиројевић, Мина (2022). Уништавање и присвајање културног наслеђа: Од Лувра до Косова и Палмире. Београд: Службени гласник. стр. 57. ISBN 978-86-519-2761-7.